# Francesc Xavier de Borbó i Parma
Francesc Xavier de Borbó-Parma, (Vil·la Pianor, Itàlia 1889 - Coira, Suïssa 1977), fou un dirigent carlí com a príncep regent (1936-1952) i pretendent al tron d'Espanya com a rei legítim (1952-1975) segons els seus partidaris. També fou duc titular de Parma i Piacenza (1974-1977) per la seva condició de Cap de la Casa de Borbó i Parma.

## Biografia

### Orígens familiars
Va néixer el 25 de maig de 1889 a la Vil·la Pianor, població situada prop de Lucca, a la Toscana, sent fill del duc Robert I de Parma i la seva segona esposa, Maria Antònia de Portugal. Fou net per línia paterna del duc Carles III de Parma i Lluïsa de França, i per línia materna del rei Miquel I de Portugal i Adelaida de Löwenstein-Wertheim-Rosenberg. Era nebot dels pretendents carlins Carles VII i Alfons Carles I
Fou germà de Zita de Borbó-Parma, casada amb Carles I d'Àustria; i Fèlix de Borbó-Parma, casada amb Carlota I de Luxemburg. Així mateix fou germà, per part de pare, de Maria Lluïsa de Borbó-Parma, casada amb Ferran I de Bulgària; Enric, Josep i Elies de Parma.

### Infància
Fou batejat per l'arquebisbe de Lucca, sent-li imposat el nom de Xavier en record del sant patró de Navarra per desig del seu pare, que havia combatut en la Tercera Guerra Carlina. Al seu bateig hi assistiren, esposa del llavors pretendent carlista al tron, Carles VII, i el seu fill Jaume. Passà la seva infància en les possessions que la família tenia a Itàlia i Àustria. Als vuit anys ingressà a l'internat "Stella Matutina" de Feldkirch al costat del seu germà Sixt de Borbó-Parma, i posteriorment realitzà els seus estudis universitaris a la ciutat de París, on va llicenciar-se en enginyeria agronòmica i Ciències Polítiques, acabant els seus estudis el 1914.

### Primera Guerra Mundial (1914-1918)
En acabar els seus estudis comença la Primera Guerra Mundial, sent igual que el seu cosí Jaume de Borbó i de Borbó-Parma, favorable a la República francesa enfront de l'Imperi alemany. Va voler ingressar en l'exèrcit francès però no va ser possible en virtut d'una llei prohibitiva que impedia l'entrada als prínceps de la Casa de Borbó. Ingressaria en l'exèrcit belga, on ascendiria fins comandant, amb títol d'Estat Major. Va participar en la com a oficial d'Artilleria de l'exèrcit de Bèlgica, i combat als fronts belga, francès i anglès, distingint-se en les batalles de Verdun i Chemin des Dames, sent-li concedida pel seu valor la «Creu de Guerra 1914-1918» de la República Francesa.
Testimoni dels sofriments que ocasionava el conflicte bèl·lic, i davant la perspectiva d'una prolongació indefinida, Javier i el seu germà gran Sixt, respondrien a la crida del Papa Benet XV en pro de la pau. En aquest sentit intentarien negociar entre els Aliats i l'Imperi Austrohongarès una pau separada que obligués a Alemanya a finalitzar la guerra. El Govern de Viena va ser favorable a l'acord, recolzat per l'emperadriu Zita d'Àustria, germana dels dos prínceps de Parma, però una indiscreció de Clemenceau, cap del govern francès, en parlar del projecte amb el ministre italià Sonnino, suposaria el seu fracàs.
Aquesta aventura va ser reconstruïda molts anys més tard durant la dècada de 1990 en un episodi de la sèrie de televisió El Jove Indiana Jones, sent els actors que representaven el paper dels prínceps de Borbó i Parma els coprotagonistes de l'episodi. Però per motius desconeguts, en la versió en llengua castellana de la Televisió Espanyola, no s'esmenten els noms i cognoms d'aquests dos prínceps.

### "Príncep Regent" (1936-1952)
L'any 1936 el pretendent carlista Alfons Carles de Borbó i Austria-Este (Alfons Carles I) mor a Viena atropellat per un camió. La seva mort sense descendència directa va significar l'extinció de la dinastia carlista original i, per tant, un greu problema successori per al carlisme. La solució provisional finalment decidida pel mateix Alfons Carles havia estat nomenar Príncep Regent, sense privació de la seva eventual dret a la Corona, al seu nebot polític Francesc Xavier, al qual inicialment van acceptar tots els carlins. Posteriorment alguns corrents minoritàries van acabar optant per opcions diferents a la Regència de Francesc Xavier: el sector que liderava Cora i Lira el 1943 va proclamar com a Rei a l'arxiduc Carles Pius d'Habsburg-Lorena i Borbó, mentre que un altre sector afí al Comte de Rodezno el 1946 va reconèixer com a successor a Joan de Borbó i Battenberg.
Francesc Xavier participà activament en els preparatius del cop d'estat que donarà inici a la Guerra Civil espanyola, presidint una junta suprema carlista que proporcionarà un gran nombre d'armes als revoltats. Després del triomf, en les eleccions de febrer de 1936 del Front Popular, estableix contacte amb els generals José Sanjurjo i Emilio Mola ("Director" de la conspiració), autoritzant a les milícies de requetés carlistes, per mitjà d'una ordre signada el 14 de juliol a Saint-Jean-de-Luz, a incorporar-se a la revolta, al triomf de la qual a Navarra contribuiran decisivament. El 5 d'agost, el pretendent Alfons Carles I el nomenà General de Divisió dels Reals Exèrcits.
Posteriorment col·laborà amb el general Francisco Franco, però la decisió d'agrupar a l'abril de 1937 el carlisme en les F.E.T.y de las JONS, l'enfrontà amb Franco durant tota la dictadura i, paradoxalment, tot i trobar-se entre els vencedors de la Guerra Civil, el moviment carlí fou després perseguit i prohibit.
Xavier de Borbó encapçalà una activa oposició política contra el règim amb molts mítings, manifestacions i sabotatges.
Expulsat d'Espanya va ajudar la Resistència francesa en la Segona Guerra Mundial fins que fou capturat pels nazis. Internat al camp de concentració de Dachau el 1944, fou alliberat en acabar el conflicte, continuant amb l'oposició a Franco. El seu "Manifest als espanyols" de juliol de 1945, és el seu primer pronunciament polític després de ser alliberat pels Aliats de la captivitat nazi, en el qual, segons l'antic militant del Partit Carlí Javier Cubero, expressa clarament la seva oposició a la dictadura franquista.
El 26 de juny de 1950 jura els furs bascos en l'arbre de Guernica, i un any després, al desembre de 1951, feu el mateix amb els furs catalans a Montserrat, en companyia d'Aureli Maria Escarré, abat del monestir.

### Segona Guerra Mundial (1939-1945)
A l'iniciar-se la segona guerra mundial al setembre de 1939 va ser mobilitzat l'exèrcit belga. En ser envaïda Bèlgica per les forces del Tercer Reich alemany, Don Xavier s'incorporaria com a comandant d'artilleria a l'Estat Major de la IV Divisió, i al produir-se el desastre militar va aconsellar al rei Leopoldo que marxés a Anglaterra, retirant-se ell a les línies de Dunkerque.
Quan la Itàlia de Mussolini va entrar a la guerra, el govern feixista li va confiscar els seus béns per considerar-lo un italià (pel seu lloc de naixement) al servei de l'enemic. La premsa espanyola va publicar la notícia amb la finalitat de desacreditar-lo.
Després de la victòria alemanya sobre França es trasllada amb la família a Sant Joan de Llum, on roman deu dies, i una vegada que els exèrcits alemanys arriben allà, marxa a Pau des d'on pensava anar a Portugal, però li va ser denegat el permís de pas per territori espanyol pel govern de Franco; solament va ser autoritzat el pas a la seva mare, la seva germana Zita i altres senyores de la seva família, però limitat únicament a tres dies. Don Xavier es traslladaria a la zona central de França, fora de l'àrea d'ocupació alemanya.
El desembre del 1940 és requerit per Churchill, primer ministre de Gran Bretanya, i Pétain, cap d'estat del règim de Vichy, perquè participi en la negociació secreta que s'estava efectuant entre els seus respectius governs; negociació que va concloure en uns pactes coneguts com «els acords Halifax-Chevalier». De comú acord va ser designat àrbitre en l'aplicació de tal conveni, gràcies al qual els vaixells francesos van poder seguir abastint d'aliments a França en aquest període d'escassetat.
Les seves primeres activitats amb la Resistència van consistir en amagar als boscos del seu castell als joves francesos que fugien dels nazis per no ser deportats a Alemanya on treballaven sense cap salari en la indústria alemanya. Més tard, una vegada que els alemanys van entrar a la França no ocupada, va passar a dirigir la Resistència a la regió d'Allier i personalment manava un maquis de cent vint partisans.
En les lluites de l'estiu de 1944, poc després del desembarcament aliat a França, va ser detingut. Era el 22 de juliol de 1944. Va ser conduït a Vichy on va romandre un mes a la presó de la Gestapo, sent condemnat a mort acusat de terrorista, comunista i agent anglès.
La demora de la sentència per donar a la seva execució idèntica manera que la soferta per un oficial alemany, víctima d'un altre maquis, va permetre la intervenció de Pétain, visitat per l'esposa de Don Xavier, prop del comandament militar alemany perquè sortís de la presó de la Gestapo i passés a la jurisdicció ordinària militar.
De Vichy va ser traslladat a la presó de Clermont-Ferrand on va ser classificat com a presoner oficialment desaparegut sent marcades les seves vestimentes amb les lletres NN. Juntament amb altres presoners és conduït al camp d'extermini de Natzweiler situat a Alsàcia. Però la proximitat de les tropes aliades va provocar l'evacuació d'aquest camp i el seu trasllat a Dachau.
El tren que els portava va ser bombardejat i en l'incendi van ser cremades les fitxes dels detinguts, amb la qual cosa els alemanys, van perdre per un temps la seva localització. Reconegut a Dachau, va ser salvat per l'incendi provocat en els fitxers del camp per uns republicans espanyols que també hi eren.
Va ser novament identificat mesos més tard, però ja en un moment en què als alemanys els interessava conservar com a ostatges a personalitats importants. Davant l'avanç de les forces americanes a Baviera, Dachau va ser evacuat, i seria traslladat a Prax al Tirol, al costat de presoners importants d'altres camps, com el dirigent socialista Léon Blum, que en les seves memòries en narrar aquests moments el cita de la següent manera: "el Príncep Xavier (...) del qual aprendrem a estimar la senzillesa perfecta i la bondat (...) que es va aixecar en armes contra la Gestapo".
El vuit de maig de 1945 tropes americanes procedents d'Itàlia van aconseguir alliberar el grup d'ostatges. La notícia de l'alliberament serà festejada amb goig pels carlins, però a Pamplona després de l'acte religiós celebrat a la Catedral hi va haver una càrrega de la Policia Armada contra els carlins, que va derivar en un tiroteig mutu, amb nou policies i tres carlins ferits, dels quals quatre policies i dos carlins ho eren per arma de foc. Posteriorment hi va haver 103 carlins detinguts.

### "Rei Legítim" (1952-1975)

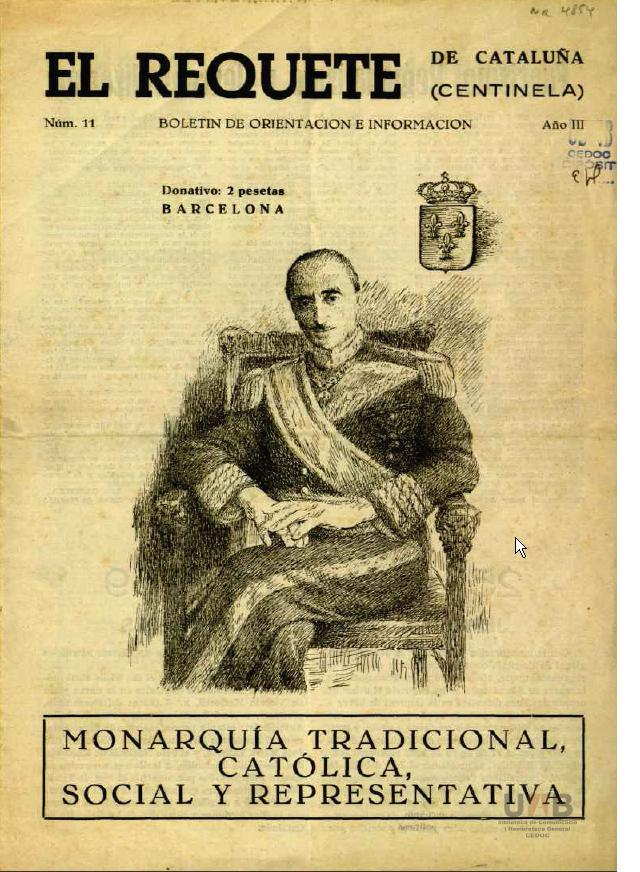
Portada de "El Requete de Cataluña", n.º 11 (juliol de 1959)

El 1952, davant la persistència del problema i persuadit pel Consell Nacional de la Comunió Tradicionalista, accepta ser proclamat rei d'Espanya a Barcelona amb el nom de Xavier I d'Espanya, si bé fou expulsat d'Espanya immediatament. Va enviar el seu fill Carles Hug a Espanya, que al Montejurra de 1957 serà presentat al poble carlista com a Príncep d'Astúries.
El 29 de setembre de 1961 Don Xavier va transferir el títol de Duc de Sant Jaume al seu fill Carles Hug.
En iniciar-se el Concili Vaticà II i fer-se visibles les noves tendències a l'Església que promovien el principi de llibertat de culte, l'any 1963 Francesc Xavier va permetre que la direcció de la Comunió Tradicionalista redactés en el seu nom un manifest en contra de la llibertat religiosa i en defensa de la "Unitat Catòlica d'Espanya".
El 8 de febrer de 1964 Don Xavier, que utilitzava el títol de Duc de Madrid des del 4 de novembre de 1963, transferiria aquest títol al seu fill Carles Hug amb motiu del seu enllaç matrimonial amb la princesa Irene dels Països Baixos.
El gener de 1965 va convocar els principals dirigents carlins de tot Espanya a un acte al castell austríac de Puchheim.
El 3 d'octubre de 1966 realitzaria un «Crida al poble carlista ia tots els espanyols», en què assumia els canvis realitzats per l'Església Catòlica, assumint implícitament la Declaració conciliar Dignitatis humanae del 7 desembre de 1965 sobre llibertat religiosa, i plantejava una proposta de parlament tricameral amb representació no només d'entitats territorials com la regió o professionals com el sindicat, sinó d'un tercer tipus de grups de «opinió pública».
Va atorgar el títol de «Duc del Quintillo» a Manuel Fal Conde en l'acte celebrat a Fàtima (Portugal) el 8 de desembre de 1967. Va ser l'únic títol nobiliari que va concedir com a cap de la dinastia carlista. El 9 de desembre de 1967, a Lisboa, va reunir el I Capítol General de l'Orde de la Legitimitat Proscripta.
A partir de 1967 es produeixen en el carlisme lluites internes per part de dos sectors clarament diferenciats que volien dirigir la Comunió Tradicionalista, els continuistes i els progressistes, amb el progressiu retraïment de les bases. En resposta a la tradicionalista Amparo Munilla, que culpava la Secretaria Tècnica de voler fer un carlisme sense Tradició, Francesc Xavier va escriure una carta en què culpava de tota la situació a una suposada infiltració comunista, dirigida per la KGB soviètica, que pretenia amb mentides i calúmnies desfer el carlisme, que era, segons el pretendent carlí, l'única força que feia por a Espanya "als progressistes, roigs i comunistes". García Riol afirma a la seva tesi que Carles Hug i els seus secretaris probablement van revisar el document, i li van fer eliminar la referència a la KGB.
Al Montejurra de 1968, Xavier de Borbó en el seu missatge al poble carlista va reclamar l'aplicació de les normes del Concili Vaticà II en la societat i en l'estat espanyols. El 15 de desembre de 1968 va presidir un acte carlí al monestir de Valvanera, en el qual va reconèixer formalment la personalitat regional de La Rioja, que dins de l'organització política de la Comunió Tradicionalista va passar a ser integrada dins el «País Basc-Navarro». Amb motiu de la seva expulsió definitiva del territori espanyol pel Govern franquista, el 27 de desembre de 1968 va declarar que les llibertats regionals, sindicals i d'associació política són imprescindibles per al progrés social. A partir d'aquesta expulsió la residència de la Família Borbó i Parma es va fixar en Arbonne.
El 25 de juliol de 1970 va instituir el Dia de la Lluita Carlina, en record del primer aixecament carlí el 2 d'octubre de 1833. En la seva Declaració a l'I Congrés del Poble Carlista, celebrat a Arbonne al desembre de 1970, va plantejar la necessitat d'una «revolució social» més enllà del capitalisme liberal i de l'estatalisme soviètic.
El 1971 el suport de Don Xavier a les decisions polítiques de Carles Hug amb motiu de les eleccions a procuradors al Terç Familiar, va provocar l'distancimiento de l'històric dirigent navarrès José Ángel Zubiaur Alegre, desencantat després de presenciar a Arbonne l'adhesió personal de Don Xavier a aquestes decisions.
El 1972 sofriria un accident de trànsit a París, després del qual delegaria en Carles Hug les seves responsabilitats polítiques en el Partit Carlí (1970).
Amb motiu de Montejurra 1972, el seu missatge al Poble Carlista va reivindicar "la Monarquia Socialista" com a expressió del "Pacte Poble-Dinastia".
Els sectors tradicionalistes van negar que aquests manifestos fossin atribuïbles al rei, i l'any 1973 els carlins valencians del Círcol Aparisi i Guijarro en el seu butlletí van manifestar que aquells conceptes disonaven del clàssic estil, vocabulari i pensament d'en Francesc Xavier, i que la nova direcció del partit s'estava aprofitant de la lleialtat dels carlins cap al seu vell rei "per a colar en les consciències patrons ideològics prefabricats". Tot i així, anys abans en aquest mateix butlletí Raimundo de Miguel havia tractat d'interpretar la Declaració de Don Xavier al Congrés de 1970 en clau tradicionalista, afirmant que no es canviava res. Per la seva part, Rodon i Guinjoan afirma a la seva tesi doctoral que a la dècada de 1970 Francesc Xavier es trobava ja molt debilitat física i mentalment, per la qual cosa, segons Rodon, el seu primogènit i les seves filles Maria Teresa, Cecilia i Neus "el manejaven i l'instrumentalitzaven amb molta facilitat", fent-li firmar documents, el contingut dels quals no se'n assabentava.
Al març de 1974 va adreçar al president de la Conferència Episcopal Espanyola un informe sobre la situació de l'Església Catòlica a Espanya. Després de la creacció de la Junta Democràtica d'Espanya, s'entrevistaria en diverses ocasions amb Santiago Carrillo, a qui, segons Carrillo, li va dir que si s'haguessin conegut fa quaranta anys potser s'hagués pogut evitar la Guerra Civil de 1936.
El novembre de 1974, a la mort sense successors del seu nebot Robert de Parma, fou nomenat duc titular de Parma. El 8 d'abril de 1975, en una reunió amb la Junta de Govern del Partit Carlí, va addicar seus drets dinàstics a Carles Hug.

### Darrers anys
A inicis de 1976, abans dels actes de Montejurra, la revista Triunfo va publicar una entrevista amb Xavier en la qual hauria repassat tota la seva trajectòria biogràfica i desautoritzat el seu fill Sixt Enric pels seus pronunciaments públics en contra de la línia política del Partit Carlí.
En els darrers anys de la seva vida, la disputa política entre els seus fills Carles Hug i Sixt Enric li van provocar grans preocupacions. Amb motiu dels Fets de Montejurra de 1976, segons Juan Balansó, Francesc Xavier escrigué a la seva germana Enriqueta que tenien grans dificultats a Espanya on "els carlins s'han enfrontat als revolucionaris i hem tingut morts i ferits". En un acte del Partit Carlí celebrat a Arbonne, intervindria públicament davant la premsa i davant d'uns cinc-cents militants carlins per reclamar que els assassinats no quedessin impuns. Amb motiu de l'edició del disc Partido Carlista, en una sèrie dedicada a partits polítics el gener de 1977, va gravar una de les seves últimes declaracions polítiques.
Tanmateix, en la seva darrera entrevista, concedida a un periodista de La Actualidad Española el 4 de març de 1977, Don Xavier es mostrava al costat del seu fill Sixt Enric i reafirmava el pensament carlí més tradicional, condemnant expressament "el marxisme i el separatisme" en un manifest. Carles Hug va denunciar llavors que Sixt Enric havia segrestat el seu pare, la qual cosa va ser desmentida oficialment per la secretaria d'en Xavier, que va qualificar la denúncia com "una baixa maniobra política" pel fet que el cap de la Casa Carlista s'hagués negat a recolzar "certes iniciatives de contingut marxista o socialista, contrari als ideals del carlisme". Segons la seva secretaria, aquesta denúncia va provocar que en Xavier hagués d'ésser hospitalitzat, molt afectat per l'escàndol generat. Tanmateix, poc després va signar un altre manifest polític, contradictori amb l'anterior. La dona d'en Xavier, Magadalena de Borbó-Busset, va manifestar aleshores en un comunicat que Sixt no havia segrestat el seu pare i que qui sí que ho havia fet eren els seus fills Cecília i Carles Hug, els quals havien tret en Xavier de l'hospital on es trobava ingressat per a portar-lo davant un notari desconegut i obligar-lo a fer una declaració a favor de Carles Hug i "contrària a l'autèntic Tradicionalisme".
Morí el 7 de maig de 1977 a la seva residència suïssa de Coira a l'edat de 87 anys. Després de la seva mort se celebrarien tres funerals. El primer, de caràcter familiar, va ser celebrat l'11 de maig en Coira, lloc de la seva mort, sent presidit per Carles Hug com a nou Cap de la seva Casa. El taüt va ser cobert amb una bandera espanyola i una boina vermella. Després del funeral, les restes de Don Xavier van ser portades a l'abadia benedictina de Solesmes. El segon funeral va ser organitzat pel Partit Carlí el 29 de maig a la catedral de Baiona, ja que encara seguia vigent l'ordre governamental d'expulsió de la Família Borbó Parma del territori espanyol. Al tercer funeral, celebrat a Madrid el 25 de juny a l'església de San Jerónimo el Real, van assistir-hi la vídua Magdalena de Borbó, i els seus fills, Sixt Enric i Maria Francesca. En representació del rei Joan Carles també va assistir el duc de Calàbria.

### Núpcies i descendents
Es casà el 12 de novembre de 1927 a la ciutat de Lignières amb Magadalena de Borbó-Busset. D'aquesta unió nasqueren:
- Maria Francesca Borbó i Parma (1928)
- Carles Hug de Borbó i Parma (1930–2010), duc titular de Parma i pretendent carlista
- Maria Teresa de Borbó i Parma (1933–2020)
- Cecília de Borbó i Parma (1935–2021)
- Maria de les Neus de Borbó i Parma (1937)
- Sixt Enric de Borbó i Parma (1940)

## Obres
- Les accords secrets franco-anglais de décembre 1940, Paris: Plon, 1949.
- La République de tout le monde, 1946.
- Les chevaliers du Saint-Sépulcre, Paris: A. Fayard, 1957.
- Este es el Carlismo, 1970.